# Eddy Casteels
Eddy Casteels (Malines, 19 agosto 1960) è un allenatore di pallacanestro ed ex cestista belga.

## Carriera
Dal 2008 al 2013 è stato l'allenatore degli Antwerp Giants. Dal 2005 al 2018 è stato inoltre l'allenatore della Nazionale maschile di pallacanestro del Belgio.

## Palmarès

### Squadra
- Campionato belga: 2

Ostenda: 2001-02
Spirou Charleroi: 2007-08

### Individuale
- Allenatore dell'anno del campionato belga: 1

Anversa Giants: 2008-09